# Welcome to the Jungle
Welcome to the Jungle je první píseň na albu Appetite for Destruction hard rockové skupiny Guns N' Roses. Jde o jednu z nejpopulárnějších písní kapely a jednu z nejpopulárnějších písní přelomu 80. a 90. let vůbec. Píseň napsali Axl Rose a Slash. Podle Rose bylo inspirací pro píseň jeho setkání s bezdomovcem v New Yorku. Ten se Rose a jeho kamaráda snažil vyděsit tím, že na ně zařval: „You know where you are? You're in the jungle baby, you're gonna die!“ Tento výkřik se posléze stal základem písně Welcome to the Jungle.
Píseň Welcome to the Jungle se dočkala mnoha ocenění. Televize VH1 ji umístila na druhé místo v seznamu 40 nejlepších metalových písní a na 26. místo v seznamu 100 nejlepších písní 80. let. Časopis Rolling Stone označil píseň jako 467. nejlepší píseň všech dob. Časopis Blender označil píseň Welcome to the Jungle jako nejlepší píseň o Los Angeles.